# Zieria aspalathoides
Zieria aspalathoides  es una especie de arbusto perteneciente a la familia de las rutáceas. Es originaria de Australia.

## Descripción
Es un arbusto que alcanza un tamaño de entre un metro de altura y 1,3 metros. Las hojas tienen tres foliolos y están dispuestas en verticilos. Las flores con cuatro pétalos de color rosa son producidas a partir de fines de invierno a principios de verano.

## Distribución y hábitat
La especie se encuentra en el bosque esclerófilo seco y cálido en Victoria, Nueva Gales del Sur y Queensland.

## Taxonomía
Zieria aspalathoides fue descrita por A.Cunn. ex Benth. y publicado en Fl. Austral. 1: 305, en el año 1863.
Sinonimia
- Zieria laevigata var. aspalathoides (Benth.) C.Moore & Betche[4]